# وحدة العمال العالمية - الأممية الرابعة

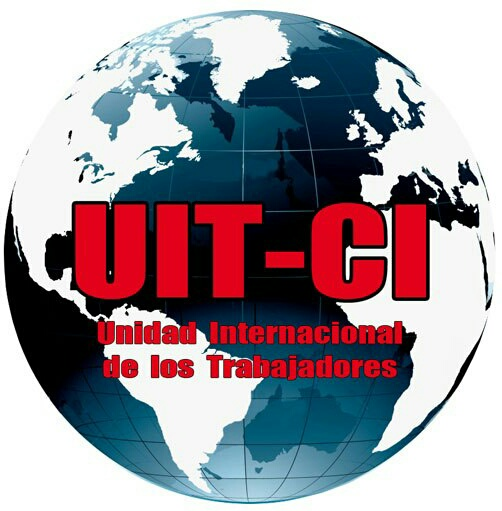
وحدة العمال الدولية - الأممية الرابعة

وحدة العمال الدولية - الأممية الرابعة (بالإسبانية: Unidad Internacional de los Trabajadores – Cuarta Internacional)‏ هي منظمة تروتسكية دولية. لديها أعضاء في أمريكا اللاتينية وأوروبا الغربية ورابطة الدول المستقلة، بما في ذلك اليسار الاشتراكي في الأرجنتين والوحدة الاشتراكية اليسارية في فنزويلا والتيار الاشتراكي للعمال في البرازيل والحركة من أجل الاشتراكية في البرتغال.
تم تشكيلها في عام 1995 من خلال اندماج التيار الثوري الدولي، الذي يتكون من فصيل منشق عن رابطة العمال الدولية (الأممية الرابعة)؛ والرابطة الدولية لإعادة بناء الأممية الرابعة. يدعي كل من الفصيلين أنهما يقفان مع التقاليد السياسية لناهويل مورينو.
عقدت محادثات الاندماج مع اللجنة الأممية للعمال في عام 1997، ولكن سرعان ما فشلت، انضم بعض أعضاء اللجنة الأممية الألمان إلى الوحدة في هذه العملية، مما أدى إلى إنشاء قسم ألماني قصير العمر يسمى المبادرة الاشتراكية / الرابطة الاشتراكية.

## روابط خارجية
- موقع الحزب (بالإسبانية)